# Fusiulus simplex
Fusiulus simplex är en mångfotingart som beskrevs av Karl Wilhelm Verhoeff 1936. Fusiulus simplex ingår i släktet Fusiulus och familjen kejsardubbelfotingar. Inga underarter finns listade i Catalogue of Life.